# 沙河灌区
沙河灌区是中国河北省宝坻的一个灌区，其水源为沙河。灌区设计面积107.1万亩，实际面积为53.5万亩，进水闸设计流量为80立方米每秒。